# Aeroportul Yichang
Aeroportul Yichang (IATA: YIH, ICAO: ZHYC) este un aeroport din Yichang⁠(d), Hubei, Republica Populară Chineză ce deservește zona Yichang⁠(d). Aeroportul a fost tranzitat în 2022 de 1.252.477 de pasageri.
Situat la o altitudine de 205 m, aeroportul dispune de o singură pistă. Este operat de HNA Infrastructure Investment Group⁠(d).